# Guan (strumento musicale)
Il guan (管T, guǎnP, lett. "canna o tubo") è uno strumento a fiato cinese a doppia ancia. La versione della cina del nord è chiamata guanzi (管子) o bili (tradizionale: 篳篥; semplificato: 筚篥) e la versione cantonese si chiama houguan (喉管). È classificato come uno strumento di bambù nel sistema Ba Yin (antica classificazione cinese dello strumento). A differenza di altri strumenti della famiglia di fiati a doppia ancia che hanno per lo più camere interne coniche, come la suona cinese o l'oboe occidentale, il guan ha una camera interna cilindrica, che conferisce il suo timbro caratteristico vellutato, eppure penetrante, simile a un ronzio.

## Storia

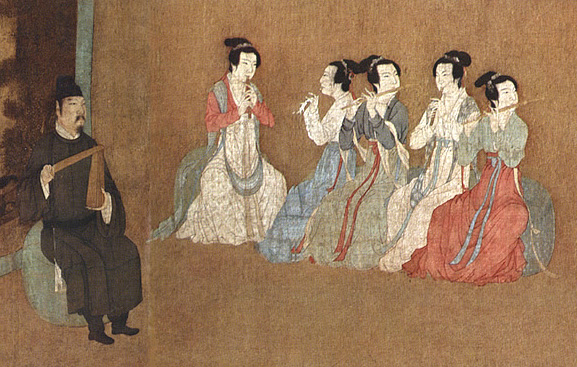
Particolare di un dipinto della dinastia Song del XII secolo raffigurante tre suonatori di guan (canna a doppia ancia) e due suonatori di dizi (flauto traverso), accompagnati da un paiban (batacchio di legno), mentre si esibiscono nella casa di Han Xizai, un ministro dell'imperatore Li Houzhu della dinastia Song

Il primo uso della parola guan può essere fatto risalire alle registrazioni della dinastia Zhou, dove ci si riferisce a flauti di bambù soffiati a bocca come xiao o paixiao. Il primo strumento a doppia ancia compare alla fine della dinastia Zhou e viene chiamato hujia (胡笳, letteralmente "tubo di canna del popolo Hu") perché era stato introdotto dalla regione nord-occidentale della Cina. In quel periodo, la hujia era usata principalmente come strumento militare per le segnalazioni ed è rappresentata nella prima poesia cinese come rauca e barbara.
Il guan fu sviluppato dopo la hujia nella dinastia Tang per merito della fiorente musica e della cultura artistica influenzate dal commercio della seta. Come la hujia, fu probabilmente adottato da quelli che i cinesi chiamano in genere il popolo Hu (nomade) e divenne un importante strumento di riferimento nella musica di corte e rituale. All'apice della Dinastia Tang il guan, insieme a molti altri strumenti, fu introdotto nei paesi limitrofi, dove i discendenti del guan (chiamati piri in Corea e hichiriki in Giappone) sono ancora usati oggi.
Tuttavia nelle dinastie successive, il guan cadde in disuso nella musica di corte, ma divenne molto popolare nei gruppi folkloristici. Svolge un ruolo importante nei gruppi di fiati e percussioni (chuida o guchui) che suonano nelle feste tradizionali e nelle occasioni celebrative ed è ancora popolare nella musica delle bande di fiati del nord della Cina, così come in alcune altre regioni cinesi. Nell'orchestra dell'Opera di Pechino, il guan è usato per rappresentare scene militari insieme alla suona e ad altri strumenti a percussione.

## Costruzione

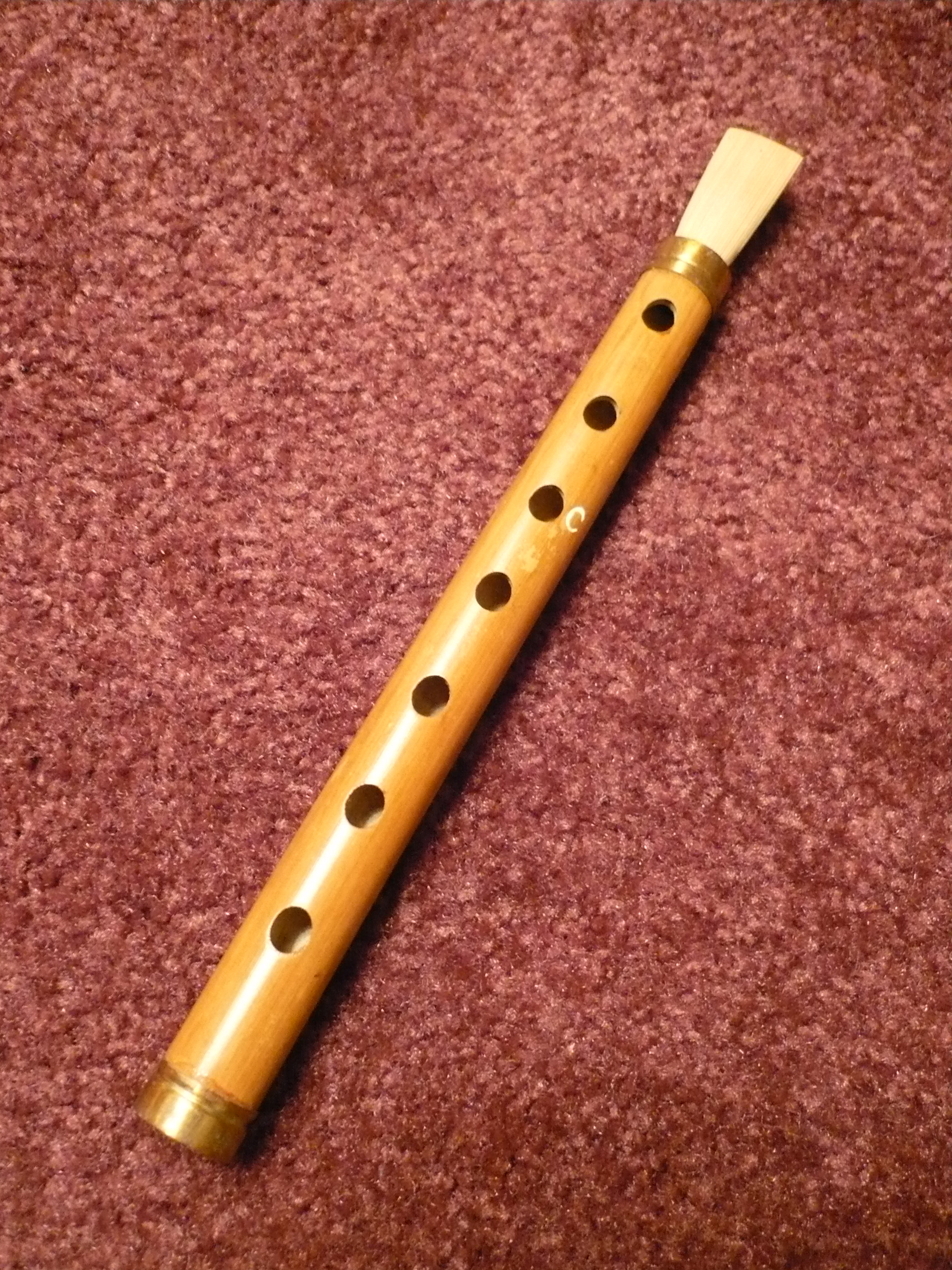
Un piccolo houguan cantonese in chiave di Do

Il guan consiste in un breve tubo cilindrico di legno duro nel nord della Cina, dove lo strumento è chiamato bili. Nella regione del Guangdong, nel sud della Cina, è fatto di bambù e viene chiamato houguan (letteralmente "guan della gola"). Veniva originariamente utilizzato dai venditori ambulanti, ma fu incorporato nell'orchestra lirica cantonese a partire dagli anni '20. Negli anni '50 era diventato popolare in tutto il Guangdong e furono sviluppate dimensioni più grandi. I guan di legno duro usano e richiedono un'ancia dura, mentre i guan di bambù normalmente usano un'ancia morbida (tuttavia, a volte viene usata una diversa durezza per cambiare il timbro).
Uno strumento chiamato ah-bó-ta̍t-á (鸭母哒仔), o͘-ta̍t-á (烏笛仔) o Táiwān guǎn (台湾管), che è simile all'houguan, si trova anche a Taiwan. Questo guan taiwanese è spesso usato nell'orchestra operistica taiwanese. Come il cantonese houguan, è disponibile in tre dimensioni, ognuna delle quali ha una piccola campana in ottone per aumentare il volumevedi foto Archiviato il 16 luglio 2011 in Internet Archive. e non soffiare troppo forte, dandole un registro di poco più di un'ottava.
Tradizionalmente, il guan ha sette fori per le dita sulla parte superiore e un foro per il pollice sulla parte posteriore. La lunghezza di un guan tradizionale varia da 18 cm a 33 cm, o fino a 50 cm per un grande houguan cantonese.
Lo houguan cantonese è disponibile in tre dimensioni; le dimensioni medie e grandi hanno una piccola campana di ottone alla fine.vedi foto Il guanzi settentrionale è disponibile in varie tonalità. Le due versioni superiori standard sono nella gamma soprano e contralto, sebbene ci sia anche una importante versione di ottavino chiamata "Shuangguan" che è abbastanza piccola per poter essere comunemente suonata fianco a fianco in armonia da una persona che si avvale della "presa dell'idraulico" con entrambe le canne in bocca contemporaneamente. Oltre allo "Houguan", altri guan di bambù comuni includono lo Yamudi di Taiwan, il Luguan di Hunan, il Bili della Cina settentrionale, il Pipi uiguro ed il Xibili della regione autonoma coreana. Le uniche versioni di legno duro Guanzi esistono anche nel nord-ovest della Cina e condividono una somiglianza con l'armeno Duduk e il turco Mey.
Nel XX secolo furono sviluppate in Cina le versioni moderne del guan. Questi guan modernizzati, che possono essere lunghi come un clarinetto occidentale, hanno fori extra e sono dotati di chiavi in metallo per fornire una gamma più ampia e completamente cromatica. Tali strumenti sono utilizzati principalmente nelle grandi orchestre tradizionali. I "guanzi" con chiave sono normalmente utilizzati rispettivamente per le tonalità di tenore e baritono. Sebbene questi strumenti "jiajian" (a chiave) siano fatti di legno duro, il loro design ha origine dal houguan e il loro sistema chiave è collegato al sistema del clarinetto con una campana o come un clarinetto o un corno inglese. La gamma di questi strumenti è grande quanto un clarinetto. C'è anche un Guanzi nelle gamme superiori che usano i fori aperti principali e ha aggiunto le chiavi per le tonalità cromatiche e le estensioni di gamma.
Tutti i guan hanno una doppia canna larga e ampia, ricavata dalla canna Arundo, che viene inserita nell'estremità superiore del tubo.

### Gamme tipiche del Guan orchestrale
| Nome                    | Nome originale | Tonalità        | Voce      | Note                       |
| ----------------------- | -------------- | --------------- | --------- | -------------------------- |
| Small guan              | xiaoguanzi     | in Re e Sib     | sopranino |                            |
| Middle guan             | zhongguanzi    | in La, Sol e Fa | soprano   |                            |
| Big Guan                | daguanzi       | Re              | contralto | spesso chiamato il "da Re" |
| Keyed Center Range guan | zhongyinguan   | in La o Sol     | tenore    |                            |
| Keyed Low Range guan    | diyinguan      | in Re           | basso     |                            |

## Suonare il guan
A causa della sua avanzata tecnica di accentuazione del suono, la gamma del guanzi del nord è di circa due ottave e mezza, mentre lo houguan cantonese (come il guan di bambù usato nell'antica Cina) non aumenta il suono, dando una gamma di poco più di un'ottava. Il "jiajian guan" con chiave con l'aggiunta di un registro simile a un clarinetto e tasti di estensione ha quasi un intervallo di 4 ottave, anche se la gamma superiore non è comunemente usata. Il guan è stato utilizzato in una varietà di contesti musicali nel corso dei secoli, spesso come strumento solista usato per evocare uno stato d'animo di tristezza. Ciò è in gran parte dovuto alla tecnica di esecuzione dello strumento, che prevede l'uso di vibratori espressivi e ampie curve di tono.
Il guan è piuttosto difficile da suonare, in gran parte a causa della difficoltà di controllare l'imboccatura; un detto cinese afferma che "lo sheng (organo a bocca) richiede 100 giorni per impararlo, ma il guan impiega 1.000 giorni per impararlo".

## Interpreti importanti
- Yang Yuanheng (1894–1959)
- Hu Zhihou (胡志厚)
- Wu Xiaozhong (呉暁鐘)
- Bao Jian (鮑健, studente di Hu Zhihou)
- Han Lei
- Li Jinwen
- Liu Zhong
- Shan Wentong
- Lo Wai-leung
- Ren Zhaoliang
- Qin Jitao